# Final de temporada
Se considera último episodio (Inglés: season finale) al episodio final de una temporada, habitualmente de una serie de televisión.
Normalmente suelen incluir cliffhangers, que presentan tramas que se resolverán en la próxima temporada para mantener el interés del espectador cuando se reanude la trama. También puede que se cierre en la misma temporada, resolviendo toda la trama.
El término Season Finale se usa cada vez más debido a la facilidad de seguir las series por internet, por lo que se ha adaptado de la terminología inglesa. Así, el último episodio de toda la serie es considerado el Series Finale, que habitualmente concluye de manera total la serie.
- Datos: Q2290276